# America (альбом Хулио Иглесиаса)
| Оценки критиков | Оценки критиков |
| Источник        | Оценка          |
| --------------- | --------------- |
| Allmusic        | [ 1 ]           |

America — студийный альбом испанского певца Хулио Иглесиаса, выпущенный в 1976 году на лейбле Alhambra. В декабре того же года альбому в Нью-Йорке удалось достичь второго места в чарте Billboard.

## Список композиций
| №   | Название                | Длительность |
| --- | ----------------------- | ------------ |
| 1.  | «Caminito»              | 3:30         |
| 2.  | «Recuerdos de Ypacarai» | 3:57         |
| 3.  | «Historia de un Amor»   | 3:18         |
| 4.  | «Obsesion»              | 2:22         |
| 5.  | «Sombras»               | 3:30         |
| 6.  | «Mañana de carnaval»    | 3:20         |
| 7.  | «Jurame»                | 4:07         |
| 8.  | «Guantanamera»          | 3:50         |
| 9.  | «Vaya Con Dios»         | 3:04         |
| 10. | «Moliendo Cafe»         | 3:38         |
| 11. | «Ay, ay, ay»            | 2:45         |
| 12. | «Alma Llanera»          | 2:38         |